# Facetado

Stella octangula como facetado del cubo

En geometría, el facetado es el proceso de eliminar partes de un polígono, poliedro o politopo, sin crear ningún vértice nuevo. 
Se pueden crear nuevas aristas de un poliedro facetado a lo largo de las diagonales faciales o las diagonales espaciales internas. Un poliedro facetado tendrá dos caras por cada arista del poliedro original, generando nuevos poliedros o compuestos de poliedros. 
El facetado es el proceso recíproco o dual de la estelación. Para cada estelación de un politopo convexo, existe el correspondiente facetado del politopo dual. 

## Polígonos facetados
Por ejemplo, un pentágono regular posee un facetado simétrico, el pentagrama; y el hexágono regular posee dos facetados simétricos, uno como un polígono y otro como el compuesto de dos triángulos. 
| Pentágono        | Hexágono            | Hexágono        | Decágono         | Decágono        | Decágono          | Decágono            | Decágono            | Decágono            | Decágono            |
| ---------------- | ------------------- | --------------- | ---------------- | --------------- | ----------------- | ------------------- | ------------------- | ------------------- | ------------------- |
|                  |                     |                 |                  |                 |                   |                     |                     |                     |                     |
| Pentagrama {5/2} | Hexágono estrellado | Compuesto 2 {3} | Decagrama {10/3} | Compuesto 2 {5} | Compuesto 2 {5/2} | Decágono estrellado | Decágono estrellado | Decágono estrellado | Decágono estrellado |
|                  |                     |                 |                  |                 |                   |                     |                     |                     |                     |

## Poliedros facetados
El icosaedro regular se puede facetar en tres poliedros de Kepler-Poinsot regulares: el pequeño dodecaedro estrellado, el gran dodecaedro y el gran icosaedro. Todos tienen 30 aristas. 
| Convexo   | Estrellas regulares | Estrellas regulares           | Estrellas regulares |
| Icosaedro | Gran dodecaedro     | Pequeño dodecaedro estrellado | Gran icosaedro      |
| --------- | ------------------- | ----------------------------- | ------------------- |
|           |                     |                               |                     |

El dodecaedro regular puede ser facetado en un poliedro de Kepler-Poinsot regular, tres poliedros estrellados uniformes y tres compuestos poliédricos regulares. Las formas estrelladas uniformes y el compuesto de cinco cubos están construidos por diagonales faciales. El dodecaedro excavado es un facetado con caras hexagonales en forma de estrella. 
| Convexo    | Estrella regular           | Estrellas uniformes                 | Estrellas uniformes          | Estrellas uniformes              | Vértice transitivo  |
| Dodecaedro | Gran dodecaedro estrellado | Pequeño icosi-dodecaedro ditrigonal | Dodeca-dodecaedro ditrigonal | Gran icosi-dodecaedro ditrigonal | Dodecaedro excavado |
| ---------- | -------------------------- | ----------------------------------- | ---------------------------- | -------------------------------- | ------------------- |
|            |                            |                                     |                              |                                  |                     |

| Convexo    | Compuestos regulares | Compuestos regulares | Compuestos regulares |
| Dodecaedro | Cinco tetraedros     | Cinco cubos          | Diez tetraedros      |
| ---------- | -------------------- | -------------------- | -------------------- |
|            |                      |                      |                      |

## Historia
El facetado no se ha estudiado tan ampliamente como la estelación. 
- En 1568 Wenzel Jamnitzer publicó su libro Perspectiva Corporum Regularium, que muestra muchas estelaciones y facetados de poliedros.[1]
- En 1619, Kepler describió un compuesto regular de dos tetraedros que cabe dentro de un cubo, y que llamó la Stella octangula.
- En 1858, Bertrand derivó el poliedro estrellado regular (poliedro de Kepler-Poinsot) al enfrentar el icosaedro convexo regular y el dodecaedro.
- En 1974, Bridge enumeró las facetados más directos de los poliedros regulares, incluidos los del dodecaedro.
- En 2006, Inchbald describió la teoría básica de los diagramas de facetado para poliedros. Para un vértice dado, el diagrama muestra todos los bordes y facetas posibles (caras nuevas) que se pueden usar para formar facetas del poliedro original. Es dual al diagrama de stelación de los poliedros duales, que muestra todos los bordes y vértices posibles para alguna cara plana del núcleo original.